# Cartuxa de Miraflores

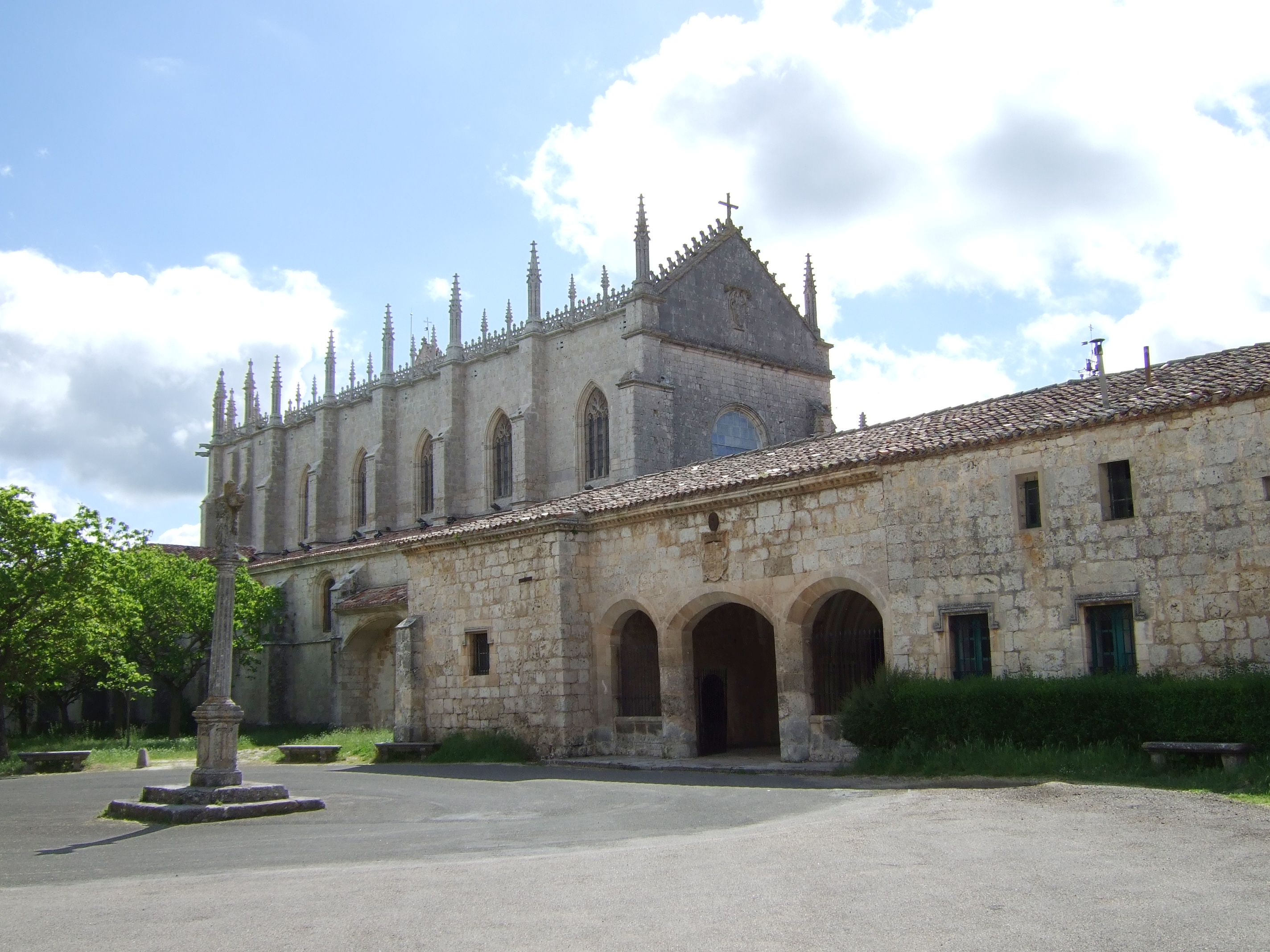
Cartusiana de Miraflores

A Cartusiana de Miraflores é um conjunto monástico edificado a cerca de três quilómetros da própria cidade de Burgos, Espanha, foi fundada em 1441 pelo rei João II de Castela.
O cartuxa foi restaurado sob a direção de Juan de Colonia e seu filho Simón de Colonia.

## Obras de arte
No interior, incluem o notável retábulo esculpido por Gil de Siloé, o túmulo de João II de Castela e Isabel de Portugal pais de Isabel a Católica, a pintura Anunciação de Pedro Berruguete, e a estátua de São Bruno feita pelo escultor português Manuel Pereira.